# مطار صوفيا
مطار صوفيا (بالبلغارية: Летище София)(إياتا: SOF، إيكاو: LBSF) هو الدولي الرئيسي في بلغاريا، ويقع على بعد 10 كيلومترات (6.2 ميل) شرق وسط العاصمة صوفيا. تجاوز المسافرون من المطار 7 ملايين مسافر في عام 2019 لأول مرة. يوجد المطار قاعدة فرازديبنا الجوية التابعة لسلاح الجو البلغاري.

## شركات الطيران والوجهات

### الركاب
تقوم شركات الطيران التالية بتشغيل رحلات منتظمة وعارضة من وإلى صوفيا:
| شركـات طيـران                   | الوجهات |
| ------------------------------- | --- |
| طيران إيجيان                    | مطار أثينا الدولي |
| إير كايرو                       | مطار الغردقة الدولي (تبدأ في 31 أكتوبر 2023) |
| طيران صربيا                     | مطار نيكولا تسلا في بلغراد |
| الخطوط الجوية النمساوية         | مطار فيينا الدولي |
| BH Air                          | موسمي: مطار بريستول، East Midlands، مطار غاتويك، مطار مانشستر، مطار نيوكاسل موسمي: مطار أنطاليا، Bari، مطار القاهرة الدولي، مطار جربة جرجيس الدولي، مطار النفيضة الحمامات الدولي، مطار الغردقة الدولي، مطار لارنكا الدولي، Nevşehir، مطار شرم الشيخ الدولي |
| الخطوط الجوية البريطانية        | مطار لندن هيثرو |
| طيران بلغاريا                   | مطار سخيبول أمستردام، مطار أثينا الدولي، مطار برلين براندنبرغ، مطار بروكسل الدولي، مطار فرانكفورت، مطار لندن هيثرو، مطار مدريد باراخاس الدولي، مطار مالقة الدولي، مطار ميورقة، مطار باريس شارل ديغول، مطار فاكلاف هافيل الدولي، مطار ليوناردو دا فينشي، مطار بن غوريون الدولي، Varna، مطار زيورخ الدولي موسمي: مطار برشلونة الدولي، Burgas، مطار كاندية الدولي ‏، مطار لارنكا الدولي موسمي عارض: مطار أكادير المسيرة الدولي (تبدأ في 4 سبتمبر 2023)، مطار الغردقة الدولي، مطار سيشل الدولي، مطار سير سيووساغور رامغولام الدولي، Sal، مطار شرم الشيخ الدولي |
| Corendon Airlines               | موسمي عارض: مطار أنطاليا |
| إيزي جيت                        | مطار غاتويك، مطار مانشستر موسمي: مطار بريستول |
| إل عال                          | مطار بن غوريون الدولي |
| European Air عارض               | موسمي عارض: مطار أنطاليا، مطار الملك حسين الدولي، مطار البحرين الدولي، مطار ميلاس بودروم، مطار القاهرة الدولي، مطار دالامان، مطار جربة جرجيس الدولي، مطار فاس سايس الدولي، مطار الغردقة الدولي، Lamezia Terme، مطار مراكش المنارة الدولي، مطار مرسى علم الدولي،مطار موي الدولي، Nevşehir، Olbia، مطار شرم الشيخ الدولي، مطار تيرانا الدولي، Tivat، مطار عبيد أماني كرومي الدولي |
| فلاي دبي                        | مطار دبي الدولي |
| GullivAir                       | موسمي: Phuket موسمي عارض: La Romana |
| يسرائير                         | موسمي: مطار بن غوريون الدولي |
| إيتا (شركة طيران)               | مطار ليوناردو دا فينشي |
| جيت تو دوت كوم                  | موسمي عارض: مطار بلفاست الدولي، مطار بريستول، East Midlands، مطار غاتويك، مطار مانشستر، مطار نيوكاسل |
| خطوط لوت الجوية البولندية       | مطار وارسو فريدريك شوبان |
| لوفتهانزا                       | مطار فرانكفورت، مطار ميونخ الدولي |
| آير شاتل النرويجية              | موسمي: Oslo (تبدأ في 24 يونيو 2023) |
| خطوط بيغاسوس                    | مطار أنطاليا |
| الخطوط الجوية القطرية           | مطار حمد الدولي |
| رايان إير                       | مطار برشلونة الدولي، Bari، مطار بوفيه - تيه، مطار أوريو أل سيريو، مطار برلين براندنبرغ، مطار برمينغهام، مطار بولونيا، مطار براتيسلافا الدولي، مطار هنري كواندا الدولي، مطار بودابست فرانز ليست الدولي، مطار كاتانيا-فونتاناروسا، مطار بروكسل شارلروا الجنوب، مطار كولونيا بون الدولي، مطار دبلن الدولي، مطار إدنبرة، مطار آيندهوفن، مطار كارلسروه/بادن-بادن، مطار ليفربول، مطار لندن ستانستد، مطار مدريد باراخاس الدولي، مطار مالقة الدولي، مطار مالطا الدولي، مطار ميمينجين، مطار نابولي، مطار نورمبرغ، Paphos، مطار روما شيامبينو، مطار بن غوريون الدولي، مطار تريفيزو، مطار فيينا الدولي، مطار فروتسواف، مطار زغرب موسمي: مطار الملك حسين الدولي، مطار بريستول، مطار خانية الدولي ‏، Corfu، مطار ميورقة، Rhodes، Varna، مطار زادار |
| Sky Express                     | مطار أثينا الدولي |
| سكاي أب                         | موسمي: مطار بوريسبيل الدولي (معلقة) |
| صن إكسبريس                      | موسمي: مطار أنطاليا (تستأنف 12 سبتمبر 2023) |
| الخطوط الجوية الدولية السويسرية | مطار زيورخ الدولي |
| تاروم                           | مطار هنري كواندا الدولي |
| توي للطيران                     | موسمي: مطار برمينغهام، مطار غاتويك، مطار مانشستر موسمي عارض: مطار دبلن الدولي (تبدأ في 23 ديسمبر 2023) |
| الخطوط الجوية التركية           | مطار إسطنبول الدولي |
| Windrose Airlines               | مطار بوريسبيل الدولي (معلقة) |
| ويز للطيران                     | مطار أبو ظبي الدولي، مطار أليكانتي، مطار برشلونة الدولي، مطار باري كارل فويتيالا ‏، مطار بازل - ميلوز - فريبورغ الأوروبي، مطار بوفيه - تيه، مطار أوريو أل سيريو، مطار بولونيا، مطار كاتانيا-فونتاناروسا، مطار بروكسل شارلروا الجنوب، مطار كوبنهاغن، مطار دورتموند، مطار آيندهوفن، مطار جنيف الدولي، مطار فرانكفورت هان، مطار هامبورغ، مطار لارنكا الدولي، مطار لشبونة، مطار لندن لوتن، مطار مدريد باراخاس الدولي، مطار مالقة الدولي، مطار ميمينجين، مطار نابولي، مطار نيس كوت دازور، مطار الملك خالد الدولي، مطار روما شيامبينو، Stockholm–Skavsta، مطار بن غوريون الدولي، مطار تيرانا الدولي (تبدأ في 18 ديسمبر 2023)، مطار بلنسية، مطار يريفان الدولي موسمي: مطار دبي الدولي                                                        |

### الشحن
| شركـات طيـران     | الوجهات                 |
| ----------------- | ----------------------- |
| دي إتش إل للطيران | مطار لايبزيغ هاله       |
| سويفت إير         | مطار كولونيا بون الدولي |

## الإحصائيات
شاهد source Wikidata query and sources.